# Нижние Млыны
Нижние Млыны (укр. Нижні Млини) — село,
Щербаневский сельский совет,
Полтавский район,
Полтавская область,
Украина.
Код КОАТУУ — 5324087704. Население по переписи 2001 года составляло 697 человек.

## Географическое положение
Село Нижние Млыны находится на правом берегу реки Ворскла, выше по течению примыкает город Полтава, ниже по течению примыкает село Гора, на противоположном берегу — село Терешки. Река в этом месте извилистая, образует лиманы, старицы и заболоченные озёра. На реке возле этого села построен шлюз-регулятор.
Рядом проходит автомобильная дорога М-03 (Р-11).

## Экономика
- «Глухомань», гостинично-банный комплекс.